# Thy Catafalque
Thy Catafalque – węgierski zespół muzyczny wykonujący black metal oraz avant-garde metal. Został założony w Makó przez Tamása Kátaia i Jánosa Juhásza.

## Członkowie
- Tamás Kátai – śpiew, gitara, gitara basowa, keyboard, sampling, programowanie (1998 – obecnie)[7],
- János Juhász – gitara, gitara basowa (1998 – 2011)[8]

## Dyskografia

### Albumy demo
- Cor Cordium (1999)

### Albumy studyjne
- Sublunary Tragedies (1999)
- Microcosmos (2001)
- Tűnő idő tárlat (2004)
- Róka hasa rádió (2009)
- Rengeteg (2011)[9]
- Sgùrr (2015)[9]
- Meta (2016)[9]
- Geometria (2018)[9]
- Naiv (2020)[9]
- Vadak (2021)[9]